# Lipcani
Lipcani (in russo Липканы, in yiddish ליפקאַן) è una città della Moldavia situata nel distretto di Briceni, nella regione della Bessarabia, sulle rive del fiume Prut di 5 465 abitanti al censimento del 2004.
Lungo questo fiume passa il confine con la Romania, mentre il confine con l'Ucraina dista pochi chilometri a Nord (la città di Hotin è situata a circa 40 chilometri da Lipcani). Fu fondata nel 1699 da alcuni Tatari fedeli al Sultano ottomano, stanziatisi là dopo aver combattuto per lui. 

## Società

### Evoluzione demografica
In base ai dati del censimento, la popolazione è così divisa dal punto di vista etnico:
| Etnia       | Abitanti | %     |
| ----------- | -------- | ----- |
| Moldavi     | 2.692    | 49,26 |
| Ucraini     | 2.038    | 37,29 |
| Russi       | 596      | 10,91 |
| Gagauzi     | 11       | 0,20  |
| Bulgari     | 9        | 0,16  |
| Rumeni      | 30       | 0,55  |
| Altre etnie | 89       | 1,63  |

## Economia
La cittadina non è economicamente molto sviluppata, ma dal 2009 vi è attivo un piccolo centro calzaturiero, nel quale sono impiegate una ventina di persone.